# Vadcitrom
A vadcitrom vagy télálló citrom (Poncirus trifoliata) a rutafélék (Rutaceae) családjának tagja. A citrusok közeli rokona, ezért citrusfélék alanyának használják. Természetes elterjedési területe Észak-Kína és Korea. A növény fagytűrő és tolerálja a havat is.

## Megjelenés
A vadcitrom 4 méter magasra növő, lombhullató cserje. Összetett levele három részből áll. A középső levélrész 3–5 cm, a két oldalsó levélrész 2–3 cm hosszú.
Sötétzöld, kemény, merev ágait 3–5 cm hosszú tövisek borítják. Fehér virágai tavasszal nyílnak a kopasz ágakon. Sárga gyümölcsei kesernyések, kevés levet és sok magot tartalmaznak. A vadcitrom levelei, akár az igazi citrusok levelei, fűszeres illatot árasztanak szétmorzsoláskor.

## Felhasználás
Birsalmával vagy naranccsal keverve kitűnő lekvár készíthető belőle. Lumi készítésekor a lime vadcitrommal is helyettesíthető.

## Hibridek
- 'Troyer' fagytűrő mandarin (Poncirus trifoliata × Citrus reticulata - A vadcitrom és a mandarin keresztezéséből előállított hibrid, melynek kiemelkedő a fagytűrése. Fagytűrése a két ős között helyezkedhet el. 4 cm átmérőjű gyümölcse a mandarinnál kissé savanykásabb.)
- 'Troyer' fagytűrő narancs [Citrus sinensis (Washington navel) x Poncirus trifoliata]
- 'Norton Webbery' fagytűrő narancs (Poncirus trifoliata × Citrus sinensis - A vadcitrom és a narancs keresztezéséből előállított hibrid, melynek kiemelkedő a fagytűrése -15 °C körüli. Májusban virágzik, ősszel érnek be a narancsnál kissé savanyúbb 7 cm átmérőjű termései.)
- 'Morton' fagytűrő narancs (Poncirus trifoliata × Citrus sinensis)
- 'Thomasville' citrangequat [Fortunella margarita x (Citrus sinensis x Poncirus trifoliata)]
- 'Sinton' citrangequat (x Fortucitroncirus sp. [Fortunella margarita x (C.sinensis x Poncirus trifoliata)])
- 'Swingle' citromello (Citrus paradisi x Poncirus trifoliata)[1]

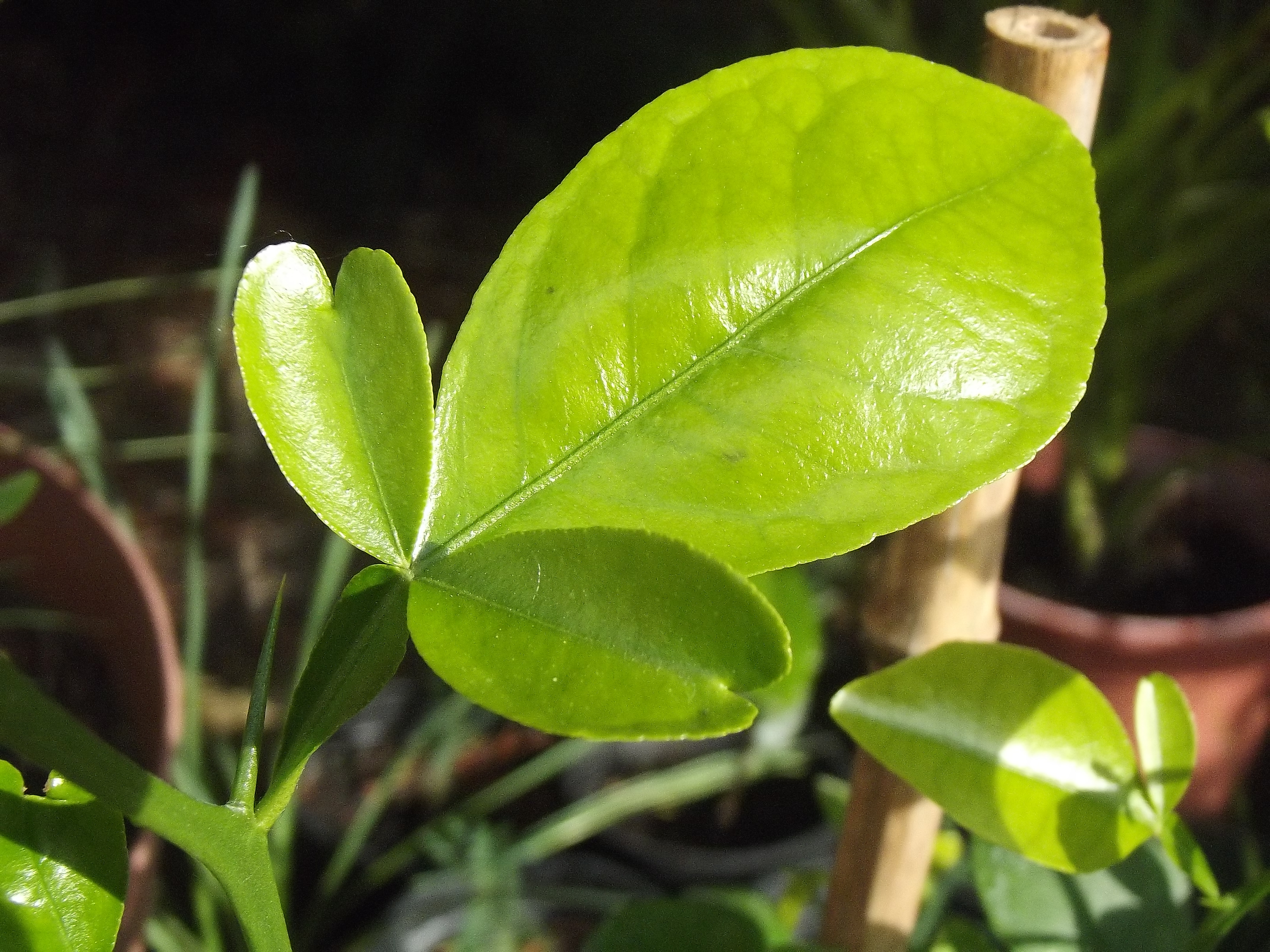
Egy vadcitrom hibrid levele